# Antonio Barberini den yngre
Antonio Barberini, född den 5 augusti 1607 i Rom, död den 3 augusti 1671 i Nemi, var en italiensk kardinal. Han var ärkebiskop av Reims och brorson till påven Urban VIII.
Den yngre brodern till kardinaldekanen Francesco Barberini (1597–1679) blev 1628 kardinal, 1631 hertig av Urbino, under Ludvig XIII biskop av Poitiers, 1638 kardinalkammarherre och 1657 ärkebiskop av Reims, vände efter att ha försonat sig med påven tillbaka till Italien och blev ärkebiskop av Palestrina. Han utmärkte sig som främjare av vetenskaperna och diktade själv på latin och italienska.

## Bilder

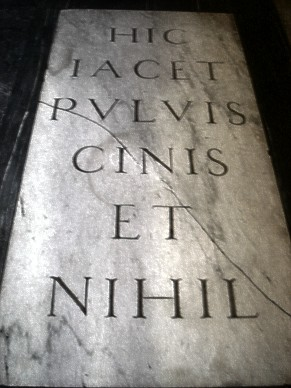
HIC IACET PVLVIS CINIS ET NIHIL (”Här vilar stoft, aska och intet”). Antonio Barberinis gravsten i kyrkan Santa Maria della Concezione dei Cappuccini i Rom.